# 桃月庵こはく
桃月庵 こはく（とうげつあん こはく、1988年4月16日 - ）は、落語協会所属の落語家。桃月庵白酒門下の二ツ目。紋は「葉付き三つ桃」。

## 経歴
2013年6月、桃月庵白酒に入門。翌年11月1日に前座となる、前座名は「はまぐり」。
2018年3月21日に柳家小もん、春風亭一花と共に二ツ目昇進、「こはく」と改名。

## 芸歴
- 2013年6月 - 桃月庵白酒に入門[1]。
- 2014年11月 - 前座となる、前座名は「はまぐり」[1]。
- 2018年3月 - 二ツ目昇進、「こはく」と改名[1]。